# Lord Valentine kastélya
A Lord Valentine kastélya (angolul: Lord Valentine's Castle) Robert Silverberg tudományos-fantasztikus fantasy regénye. A regény először folytatásokban jelent meg a The Magazine of Fantasy and Science Fiction hasábjain 1979 novembere és 1980 februárja között, majd könyv formájában 1980-ban. Magyar nyelven Nemes István fordításában jelent meg előbb 1990-ben a Zrínyi Nyomda Kiadó gondozásában, majd átdolgozott kiadásban 2009-ben a Metropolis Media Group Galaktika Fantasztikus Könyvek sorozatában.
A történet egyben Silverberg Majipoor-regényciklusának kezdete is, amelynek következő kötete a Majipoor krónikái.
1981-ben megkapta a Locus-díjat a legjobb fantasy regény kategóriában, és ugyanebben az évben jelölt volt a Hugo-díjra is.

## Történet
|  | Alább a cselekmény részletei következnek! |

A regény cselekménye egy Majipoor nevű hatalmas bolygón játszódik. Főhőse Valentine, aki a történet kezdetén a saját nevén kívül nem emlékszik semmire a múltjából. Valentine egy Pidruid nevű hatalmas város közelében vándorol, amikor találkozik egy Shanamir nevű fiatal fiúval, aki segít neki eligazodni az idegen városban, ahol éppen Lord Valentine, a Napkirály ünnepélyes fogadására készülnek. A fogadóban, ahol megszállnak, egy zsonglőrtársulattal találkoznak. Miután kiderül, hogy Valentine-nek különleges tehetsége van a zsonglőrködéshez, Zalzan Kavol, a zsonglőrök szkandár vezetője szerződteti Valentine-t és Shanamirt a társulatához. Előbb a városban tartanak előadást a Napkirály tiszteletére rendezett ünnepségen, majd együtt folytatják az útjukat a társulattal a kontinens többi nagyvárosa felé.
Útközben Valentine-t és társait, Carabellát és Sleetet, akik szintén emberek a négykarú szkandárok uralta zsonglőrtársulatban, furcsa álmok kezdik gyötörni. Ezekben az álmokban Valentine nem egyszerű zsonglőr, hanem maga a Napkirály, akit valamilyen árulással megfosztottak hatalmától és emlékeitől, emlékezetétől. Carabella és Sleet hisz az álomnak, és Napkirályként kezdik tisztelni Valentine-t. Valentine azonban nem biztos a dolgában: nem biztos benne, hogy valóban ő a Napkirály, és nem biztos benne, hogy újra vállalni akarja a felelősséget, ha mégis ő az. Az álmok azonban nem hagyják nyugodni, ezért úgy dönt, hogy tisztáznia kell a kérdést, és el kell jutnia az Álmok Szigetére, ahol a Sziget Úrnője, a Napkirály anyja lakik.
Az Álmok Szigete azonban Majipoor két hatalmas kontinense, Zimroel és Alhanroel között, a Belső-tengeren található, ezért először a hatalmas Zimroel kontinensen át el kell jutnia annak keleti partjára, majd hajóval át kell jutnia a szigetre. Úgy dönt, hogy amíg csak lehet a társulattal együtt utazik a keleti partra. Útjuk során azonban halálos veszedelembe kerülnek, amikor a bolygó őslakóinak, a metamorfoknak a rezervátumában tartanak előadást, majd az előadás után kiszabadítanak néhány foglyot, akiket a metamorfok barbár módon fel akartak áldozni. Ráadásul most már az egész társulat számára nyilvánvalóvá válik, hogy Valentine valójában Lord Valentine. Menekülni kényszerülnek, a metamorfok azonban csapdát állítanak és a harcban meghal két szkandár, Zalzan Kavol két testvére, és elveszítik mindenüket, beleértve a járművüket és a zsonglőrfelszerelésüket.
A társulat maradéka végül mégiscsak eléri a keleti parton Piliplok városát. Az Álmok Szigetére azonban ebben az évszakban nem indulnak zarándokokat szállítók hajók, ezért kénytelenek egy tengerisárkányokra vadászó sárkányhajóval továbbutazni. Az út először szerencsésen alakul, a vadászat különösen eredményes. A hajó raktere épp megtelt volna a feldolgozott zsákmánnyal, amikor egy hatalmas, kisebb sziget nagyságú tengerisárkány elsüllyeszti a hajójukat. Valentine és Lisamon Hultin, a testőrként velük utazó óriásnő, a hatalmas tengerisárkány gyomrában találja magát, ahonnan Lisamon Hultin kardjával vágják ki magukat. A hajótörés után a környező kisebb szigetek lakói mentik ki őket a vízből. Egy szkandár kivételével mindenki túléli a hajótörést Valentine csapatából.
Az Álmok-szigetére eljutva újabb nehézségekkel kell szembenézniük. A Sziget Úrnőjéhez csak úgy lehet eljutni, hogy be kell járni a minden zarándok számára kötelező utat, ami folytonos várakozást jelent. Valentine is követi ezt az utat heteken és hónapokon át, míg végül elfogy a türelme, és megszegve a sziget szabályait engedély nélkül próbál meg eljutni a sziget közepén lévő Belső Templomba, az Úrnő rezidenciájába. Elfogják, de néhány nap múlva az Úrnő magához hívatja. Az Úrnő felismeri őt, Lord Valentine-t, jóllehet, akik megfosztották a hatalmától és az emlékeitől, valahogy elvették tőle a régi testét is - a régi testében most az áruló uralkodik Majipoor felett és a szőke fiatalember, ahogy most Valentine kinéz, valójában egy másik ember teste volt valaha. Anyja visszaadja Valentine-nak elveszett emlékeit, és kap tőle Valentine egy különleges fejpántot is, aminek a segítségével meg tudja védeni magát az Álmok Királya által éjszakánként küldött rémálmoktól, és saját gondolatait el tudja juttatni másokhoz.
Anyja támogatásával Valentine és társai továbbutaznak Alhanroelbe. Itt található a Pontifex labirintusa, és a kastély, Lord Valentine kastélya. A Pontifex a Napkirály uralkodótársa Majipoor bolygóján. A labirintusban található a bolygót működtető hatalmas adminisztráció. Mielőtt Valentine megpróbálja visszaszerezni a trónját, meg kell szereznie a Pontifex támogatását is. A Pontifexhez azonban éppúgy nem egyszerű bejutni, ahogy a Sziget Úrnőjéhez sem. Hivatalnokok seregén kell átvergődniük. Végül azonban itt is sikerrel járnak.
A Pontifex és a Sziget Úrnője együttes támogatását élvezve Valentine most már nyíltan a Kastély-hegy ellen indul, hogy visszaszerezze a trónt és Lord Valentine kastélyát. A Kastély-hegyhez Glayge folyón át vezet az út. A folyóparti városokat a trónbitorló Dominin Barjazid megpróbálja Valentine ellen hangolni azt terjesztve, hogy Valentine valójában csak egy lázadó. A városokat azonban sikerül Valentine-nek a maga oldalára állítania, és sereget verbuválnia a lakosokból. Mire a Kastély-hegy lábához érnek, már Valentine-nak is tekintélyes serege van, azonban kerülni akarja a nyílt összecsapást amíg lehet, mert jól tudja, hogy a trónbitorló seregében a régi barátai harcolnak majd, akiket megtévesztett, hogy Dominin Barjazid elrabolta tőle a testét is, és most úgy néz ki, mint Valentine régen.
A csata azonban nem kerülhető el. Az Őrvárosokon túl várja őket a trónbitorló serege. A sereget Valentine gyerekkori jó barátja, Elidath vezette, akit azonban a csata közben Valentine-nak sikerül meggyőznie, hogy a látszat ellenére ő az igazi Lord Valentine, és így a kastélyt védő sereg egységről egységre átáll hozzá. Most már csak fel kell jutniuk a kastélyba, a hegy csúcsára. Viszont most Dominin Barjazid is beveti utolsó fegyverét: a Kastély-hegy olyan magas, hogy az emberek számára gépek biztosítják rajta a megfelelő hőmérsékletet és a levegőt. A gépeket a kastélyból lehet vezérelni, és Dominin Barjazid most kikapcsolja őket. Egyre kevesebb a levegő és egyre hidegebb van. Valentine és serege versenyt futnak az idővel. Még idejében felérnek a kastélyba, ahol megküzdenek a Barjazidot szolgáló katonákkal, akikről csata közben kiderül, hogy igazából emberi formát öltött metamorfok és Valentine szembe találja magát magával az álmok királyával, akiről - mikor öngyilkos lesz - szintén kiderül, hogy metamorf, és igazából nem egy egyszerű gonosztevő foglalta el a trónt, hanem a metamorfok kezdték el átvenni a bolygón a hatalmat.
|  | Itt a vége a cselekmény részletezésének! |

## Megjelenések

### angol nyelven
1. Lord Valentine's Castle, Harper & Row, 1980[1]

### magyarul
1. Lord Valentine kastélya; ford. Nemes István; Zrínyi Ny., Bp., 1990 (Griff könyvek)
2. Lord Valentine kastélya; ford. Nemes István; 2. átdolg. kiad.; Metropolis Media, Bp., 2009 (Galaktika fantasztikus könyvek)